# Yes Happy!

Yes Happy！是女子偶像團體。縮寫是IEHAPI。

雖然她們以關西為主要活動據點，但兩位成員都來自島根縣松江市。

## 成員
| 名子            | 生日          | 血型 | 出生地       | 成員顏色 | 暱稱                                 |
| --------------- | ------------- | ---- | ------------ | -------- | ------------------------------------ |
| さやか (SAYAKA) | 1988年9月10日 | B型  | 島根縣松江市 | 橘色     | SAYACHI（） SAYACHAN（） OSAYA（）   |
| こころ (KOKORO) | 1988年7月11日 | A型  | 島根縣松江市 | 淺粉色   | KOKOCHI（） KOCCHAN（） KOKOCHAN（） |

兩名成員不僅出生在同一個地方，國中和高中（松江市第一中學→島根縣立松江商業高等學校 ）也就讀同所學校。雖然兩人接觸的機會沒有很多，但是在高中三年級的球賽上聊天時，發現彼此都是早安家族的大粉絲，兩人的交流也因此加深。
高中畢業後，SAYAKA因為升學的原因，搬到大阪居住。以成為偶像為目標，經歷過各種試鏡的KOKORO來到大阪後開始同居生活。兩人的組合以KOKORO邀請SAYAKA的形式成立， 2008年開始團體活動。最初，Yes Happy! 在商場等等場合，表演偶像歌曲及動漫歌曲的翻唱。

因為就業說明會的契機，SAYAKA和UP-FRONT KANSAI Co., Ltd.有了接觸，兩人也開始在早安家族官方店鋪的大阪心齋橋店工作。從2011年6月開始，Yes Happy! 以女子偶像團體的身分隸屬在同一個事務所，直到2016年9月，大約五年的期間都隸屬同間事務所。店鋪移到日本橋以前，Yes Happy! 偶爾會以店員身分在店裡幫忙。
離開UP-FRONT KANSAI Co., Ltd.後，Yes Happy! 與經紀人愛野一起以自由職業者活躍了一段時間。從2017年1月後主辦的演唱會，事務所都以「三色貓公司 」所稱。(當時事務所除了Yes Happy!以外沒有兩人團女子偶像團體，現在以師妹的身分所屬在三色貓女孩們 )
截止至2017年11月30日為止，出道5年以上成員沒有變動的歷屆偶像組合有  NAMAMINORISA （2007～）、Yes Happy!   （2008～）、Chelip（2012～），Yes Happy! 位於第二順位。

### 小故事
Yes Happy!團名的由來是因為喜歡偶像的KOKORO，在小學時和朋友組成的團體名稱。KOKORO和朋友在高中時，也繼續使用Yes Happy!這個名稱。
在早安家族中，SAYAKA是龜井繪里的大粉絲，KOKORO是道重沙由美
的大粉絲。彼此的成員代表色也和龜井及道重的代表色相同。

### 作詞
自2014年7月發表的『周年紀念』以後，作品幾乎都是由其中一方或兩人共同創作的形式進行。(『乾杯之歌』『We are always happy!』是由經理人愛野益巳負責創作』)在那之前，第一首原創歌曲『Yes Happy Day!!!』等等歌曲也是由Yes Happy!完成部分或全部歌詞。

從2013年7月至2016年9月為止，兩人也同時是Lovelys!!!!的成員，期間也有許多作品是由兩人或愛野負責作詞，兩人從Lovelys!!!!畢業後，2016年10月之後歌曲也持續被使用。SAYAKA、愛野也有提供作品給外部團體。

## 簡歷
2011年
- 6月，所屬UP-FRONT KANSAI Co., Ltd.（日语：アップフロント関西）。
- 6月13日，Ameba Blog正式開通官方部落格。
- 10月5日，參加Ustream的「宮崎梨緒（日语：宮崎梨緒）的YUーSUTORIーTAN」。之後也不定期參加。
- 12月5日，在第一場「Hello!Project TRIBUTE LIVE」中以商店店員身分演出。

2012年
- 8月13日，演出「 Hello! girls!! 」的時候，發表了原創歌曲「Yes Happy Day!!!」。
- 9月29日，出演「West Idol Festival Special」的時候，發表了原創歌曲「Ne！」。
- 10 月 25 日，推特正式開通了官方帳號。
- 10月28日，在官方部落格公告，正式開始名為「～Yes Happy!CD發行之路 」的企劃。（約定了如果2012年11月1日至2013年2月最後一天的期限內，可以賣完500條手環，將舉行CD發行和CD販售活動。)

2013年
- 1月14日，在Hello! girls!!公演的周邊販售中手環完售。
- 2月17日，發布第一張迷你專輯「1st!!!」。
- 3月7日，舉行發行CD紀念演唱會「Yes Happy! 1st!!!發行紀念演唱會～因為大家在這裡呀～」。
- 3月22日，擔任松江市觀光大使。
- 7月11日，宮崎梨緒（日语：宮崎梨緒）加入Lovelys!!!!（日语：Lovelys） ，之後同時進行兩個團體的活動。

2014年
- 4月14日，發行第二張迷你專輯「2nd!?」。

2015年
- 4月22日，Lovelys!!!!（日语：Lovelys）發行首張專輯「Hello! girl!!」。收錄了「磁石」「natural may good」。

2016年
- 4月25日，隨著當天的演唱會結束，KOKORO因為身體不適的緣由暫停Lovelys!!!!（日语：Lovelys）的團體活動，全心全意投入Yes Happy!。
- 9月25日，隨著當天演唱會結束，包含已經暫停團體活動的KOKORO，一起從Lovelys!!!!（日语：Lovelys）畢業。恢復到只有Yes Happy!的團體活動。
- 10月9日，在當天演唱會上，公開退出UP-FRONT KANSAI Co., Ltd.（日语：アップフロント関西）及轉向自由職業者的說明。（經紀人愛野也在同時間離開事務所）。
- 11月28日，發行『Darling』MUSIC CARD（日语：ミュージック・カード）單曲。包含『Darling』在內，依次發行了3首MUSIC CARD（日语：ミュージック・カード）單曲，三千張完售(每張專輯發行一千張)。同日發表，將製作完整專輯。

2017年
- 1月31日，發行新曲『乾杯歌』MUSIC CARD（日语：ミュージック・カード）單曲。
- 3月14日，發行新曲『理想情歌』MUSIC CARD（日语：ミュージック・カード）單曲。
- 7月24日，在當日活動MUSIC CARD（日语：ミュージック・カード）三千張完售。正式決定製作專輯。
- 9月25日，發行首張專輯「Last Summer」。
- 9月25日、 26日，SAYAKA和KOKORO從Lovelys!!!!（日语：Lovelys）畢業一周年紀念日，與宮崎梨緒（日语：宮崎梨緒）、八木沙季（日语：八木沙季）一起為期兩日的Lovelys!!!!（日语：Lovelys）合體。在大阪RUIDO舉辦「Plutinum Live～任何時候都在這等你喲～」（25日）、「一樣～的明天～」（26日)。
- 11月19日，在澀谷的RUIDO K2，首次舉辦東京單獨公演。在幾乎客滿的盛況下活動以大成功畫下句點。

## 和早安家族的關係
至2016年9月為止，曾經所屬的UP-FRONT KANSAI Co., Ltd.和早安家族所屬UP-FRONT PROMOTION Co., Ltd.都隸屬於UP-FRONT GROUP。因為所屬公司不同，藝人們彼此很少交流。但是以下的活動是與早安家族有關連。
- 曾在在早安家族官方店鋪販賣官方照片及T恤(主要在大阪心齋橋店)。
- 在活動和表演現場演唱早安家族的歌曲。
- 被刊登在在早安家族官方雜誌早安!頻道!（日语：ハロー!チャンネル）上。
- 首張「1st!!!」迷你專輯，在早安家族官方店鋪商場店販賣。

## 出演

### 電視
- 8點了!直播!!（2012 年 9 月 11 日， J:COM（日语：J:COMチャンネル））
- 8點了!直播!!（2012 年 11 月 27 日， J:COM（日语：J:COMチャンネル） ）
- POJIPOJITAMAGO（日语：ぽじポジたまご）（2013年1月18日， KBS京都）
- KANSAI_IDOL_LEAGUE（日语：KANSAI_IDOL_LEAGUE） （ Kawaiian_TV2016年11月21日-）

### 廣播
- 自由HONPOー聊天本舖（2013年1月22日，山陰廣播）
- 晚報 DARA +（2013 年 1 月 22 日，DARAZ fm）
- THIN廣播（2013 年 1 月 26 日，山陰廣播）
- 梅田SWING！（2013 年 2 月 1 日，SORA x NIWA）
- 堀江政生的HORINABI!!（2013年3月6日，ABC電台）

### 演唱會・活動
- Hello!girls!!（2012 年 8 月 13 日，大阪MUSE）
- Kiralin☆Idol Circuit! ～2012年Summer・Grand Prix～（2012年8月20日，FANJ twice）
- 宮崎梨緒（日语：宮崎梨緒）＆Yes Happy!迷你直播&脫口秀・握手會（2012年8月25日，The Daie甲子園店）
- 宮崎梨緒（日语：宮崎梨緒）＆Yes Happy!迷你直播&脫口秀・握手會（2012年8月26日，The Daie甲子園店）
- HORIPURO大阪秋天祭典（2012年9月17日，ESP學園專門學校）
- West Idol Festival Special（2012年9月29日獨立劇場2nd）
- 御堂筋Kappo（2012年10月14日，御堂筋）
- OSAKA RUIDO presents Cute Night vol.19（2012年10月18日，OSAKA RUIDO）
- Delicious Live on Thursday Night （2012年10月25日，Love Com Theatre）
- Hello!girls!! （2012 年 11 月 16 日，大阪MUSE）
- 島根50周年紀念事業「眾神之國島根展覽」（2012年11月18日，大阪商業公園）
- GO!GO!關西電視台感謝祭（2012 年 11 月 25 日，扇町公園）
- 宮崎梨緒（日语：宮崎梨緒）＆Yes Happy!脫口秀・握手會（2012年11月26日，神戶臨海樂園）
- Hello!Project TRIBUTE LIVE vol.5（2012年12月6日，大阪MUSE）
- Delicious Live on Thursday Night （2012年12月20日，Love Com Theatre）
- 新春偶像祭典 Hello!girls!!（2013 年 1 月 14 日，大阪MUSE）
- Happy Idol Live（2013 年 1 月 23 日，松江 AZTiC canova）
- Yes Happy! 1st!!!發行紀念演唱會～因為大家在這裡呀～（2013年3月7日，大阪MUSE）
- Delicious Live on Thursday Night （2013年2月21日，Love Com Theatre）
- OSAKA RUIDO presents Cute Night vol.20（2013年3月8日，大阪MUSE）

### 網站
- 宮崎梨緒（日语：宮崎梨緒）的YUーSUTORIーTAN」（2011年11月5日-2012年9月26日，Ustream）-不定期
- Yes Happy!Ustream（暫定名稱）（2012年10月31日-，Ustream）
- 西日本漢堡協會Presents YabUstreamZ Special暢所欲言的真野惠里（2013 年 2 月 6 日，Ustream）

## 唱片目錄

### 專輯
| 序列 | 發售日期           | 標題        | 收錄歌曲 | 附註                                                                                        |
| ---- | ------------------ | ----------- | --- | ------------------------------------------------------------------------------------------- |
| 1    | 2017 年 9 月 25 日 | Last Summer | 1. 理想情歌 2. Darling 3. GO!GO!夏威夷女孩! 4. 乾杯歌 5. We are always happy! 6. Dance with me 7. last summer 8. Good Bye My Friend 9. 今天 | 與Lovelys的專輯「RioSaki」 同日發行 Dance with me的舞蹈編排是由Caramel☆Ribbon的吉仲葵所編輯 |

### 迷你專輯
| 序列 | 發售日期           | 標題   | 收入歌曲                                                    | 唱片 編號 | 附註                                 |
| ---- | ------------------ | ------ | ----------------------------------------------------------- | --------- | ------------------------------------ |
| 1    | 2013 年 2 月 17 日 | 1st!!! | 1. Yes Happy Day!!! 2. Ne! 3. 飛機雲                        | UFKYH-001 | Yes Happy Day!!!是由Yes Happy！作詞  |
| 2    | 2014 年 4 月 14 日 | 2nd!?  | 1. Wonder! 2. 瑪丹娜之歌 3. 相逢傘~謝謝版～ 4. 雨天的城下町 | UFKYH-003 | 相逢傘的一部分歌詞是由Yes Happy!作詞 |

### 單曲專輯
| 序列 | 發售日期            | 標題             | 收錄歌曲 | 唱片 編號 | 附註 |
| ---- | ------------------- | ---------------- | --- | --------- | ---- |
| 1    | 2013 年 9 月 30 日  | 相逢傘~謝謝版~   | 1. 相逢傘~謝謝版～ 2. 相逢傘~木吉他版～ 3. 相逢傘 Instrumental                                                                                 | UFKYH-002 |      |
| 2    | 2018 年 3 月 8 日   | Dance Remembe(r) | 1. Dance Remembe(r) 2. DA-TTE 3. 我們 | MRYH-002  |      |
| 3    | 2018 年 10 月 11 日 | Love&Peace!      | 1. Love&Peace! 2. Shake It Shake It Baby 3. Bye Bye 4. Love&Peace! Instrumental 5. Shake It Shake It Baby Instrumental 6. Bye Bye Instrumental | MRYH-003  |      |
| 4    | 2018 年 11 月 20 日 | 一起跳舞吧       | 1. 一起跳舞吧 2. 夜行逃亡 3. 戀愛方程式 4. 一起跳舞吧Instrumental 5. 夜行逃亡Instrumental 6. 戀愛方程式Instrumental                            | MRYH-004  |      |

### MUSIC CARD
| 序列 | 發售日期            | 標題     | 收錄音樂                            | 備註                    |
| ---- | ------------------- | -------- | ----------------------------------- | ----------------------- |
| 1    | 2016 年 11 月 28 日 | Darling  | 1. Darling 2. Darling Instrumental  | 由SAYAKA作詞            |
| 2    | 2017 年 1 月 30 日  | 乾杯歌   | 1. 乾杯歌 2. 乾杯歌Instrumental     | 由愛野益巳(Lovely) 作詞 |
| 3    | 2017 年 3 月 14 日  | 理想情歌 | 1. 理想情歌 2. 理想情歌Instrumental | 由KOKORO作詞            |

### 其他的原創歌曲
- natural may good（由SAYAKA作詞）
- 磁石（由KOKORO作詞）

一起收錄在Lovelys!!!!『Hello! girl!!』的專輯裡。
未商品化
- 周年紀念（由SAYAKA作詞）

Lovelys!!!!的音源收錄在專輯『Hello! girl!!』中
- 流汗好人
- 想著你（由Yes Happy！作詞)
- 對手（由KOKORO作詞）

### 歌曲列表
※初次公開順序
| 歌名                 | 公告年份 | 第一声源 | 歌词                 | 作品      |
| -------------------- | -------- | -------- | -------------------- | --------- |
| Yes Happy Day!!!     | 2012年   | 2013年   | Yes Happy!           | POTEROKKU |
| Ne!                  | 2012年   | 2013年   | 原田豪登             | 原田豪登  |
| 飛機雲               | 2012年   | 2013年   | 平地孝次             | 平地孝次  |
| 相逢傘               | 2013年   | 2013年   | 原田豪登、Yes Happy! | 原田豪登  |
| 瑪丹娜之歌           | 2013年   | 2014年   | 愛野益巳（Lovely）   | 石田龍平  |
| Wonder!              | 2013年   | 2014年   | 平地孝次、Yes Happy! | 平地孝次  |
| 雨天的城下町         | 2014年   | 2014年   | 平地孝次、Yes Happy! | 平地孝次  |
| 流汗好人             | 2014年   | ×        |                      | 石田龍平  |
| 周年纪念             | 2014年   | 2015年   | SAYAKA               | 原田豪登  |
| 磁石                 | 2014年   | 2015年   | KOKORO               | 平地孝次  |
| natural may good     | 2015年   | 2015年   | SAYAKA               | 正坦和則  |
| 想著你               | 2015年   | ×        | Yes Happy!           | 平地孝次  |
| 對手                 | 2016年   | ×        | KOKORO               | 石田龍平  |
| Darling              | 2016年   | 2016年   | SAYAKA               | 正垣和則  |
| 乾杯歌               | 2017年   | 2017年   | 愛野益巳（Lovely）   | 正垣和則  |
| 理想情歌             | 2017年   | 2017年   | KOKORO               | 正垣和則  |
| Good Bye My Friend   | 2017年   | 2017年   | SAYAKA               | 正垣和則  |
| We are always happy! | 2017年   | 2017年   | 愛野益巳（Lovely）   | 正垣和則  |
| GO!GO!夏威夷女孩!    | 2017年   | 2017年   | 德田憲治             | 寺井孝太  |
| Dance with me        | 2017年   | 2017年   | KOKORO               | 中垣澤正  |
| 今天                 | 2017年   | 2017年   | 愛野益巳（Lovely）   | 正垣和則  |
| last summer          | 2017年   | 2017年   | SAYAKA               | 藤村佑樹  |
| 我們                 | 2017年   | 2018年   | KOKORO               | 正垣和則  |
| Dance Remembe(r)     | 2018年   | 2018年   | 寺井孝太             | 寺井孝太  |
| DA-TTE               | 2018年   | 2018年   | SAYAKA               | 正垣和則  |

### 外部提供（歌詞）
SAYAKA
Lovelys(發表當時在籍)
- Platina
- 渚的燒傷
- 給明天

POPUP
- START!
- 你和我
- 夏天的戀愛

CHOCO★MILQ
- 和你的未來

Colorful Cream
- my color

KOKORO
Lovelys（發表當時在籍）
- 祈禱世界幸福

愛野益巳 ※經紀人
Lovelys（發表當時是經紀人）
- 最重要的事情
- OH YEAH

POPUP
- 炙熱情感

## 外部連結
- 官方網站 （页面存档备份，存于）
- Happy 頻道- （页面存档备份，存于）官方部落格
- Yes Happy!的X（前Twitter）